# Sousouc
Platanista gangetica
Espèce
Statut de conservation UICN

 EN A2abcde+3bcde+4abcde : En danger
Statut CITES
Le dauphin du Gange, sousouc ou bhulan est une espèce (Platanista gangetica) ou une sous-espèce (Platanista gangetica gangetica) de dauphin d'eau douce appartenant au genre Platanista.

## Description physique

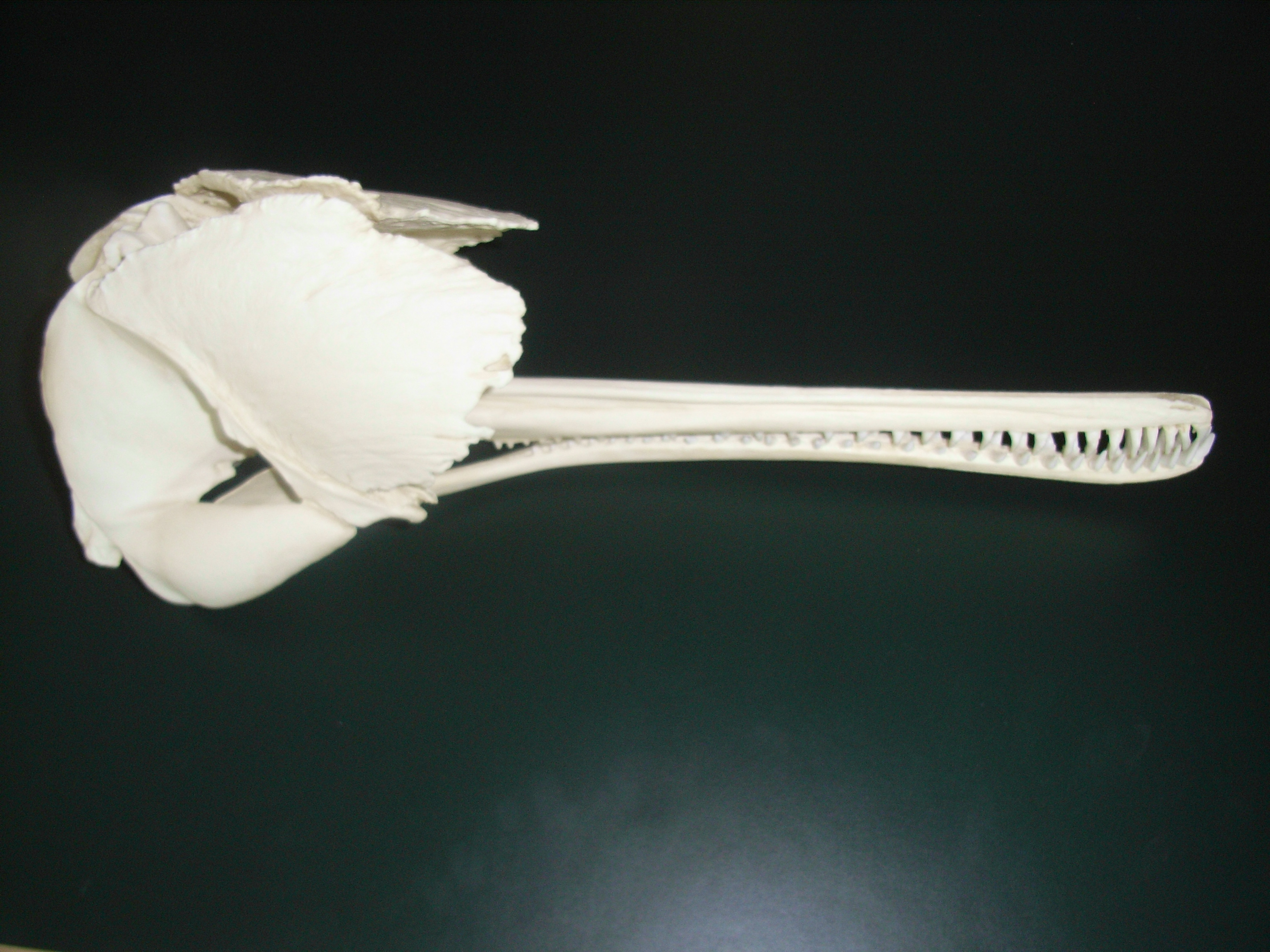
Crâne de sousouc.

Le sousouc possède un corps gris-bleu d'une longueur de 210 à 250 cm pour un poids d'environ 85 kg . Comme la plupart des dauphins d'eau douce, il possède un rostre long et étroit (pouvant mesurer jusqu'à 20 % de la taille totale de l'animal) dont les mâchoires inférieure et supérieure sont garnies de 27 à 39 paires de dents acérées. Il est doté de larges nageoires pectorales mais ne possède pas de nageoire dorsale qui est remplacé par une simple bosse.
Les eaux du Gange sont si troubles que ses yeux minuscules ne peuvent voir que la différence entre la lumière et l’obscurité, il dépend donc entièrement du sonar pour naviguer.

## Population et distribution

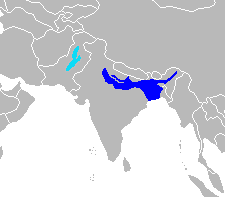
Aire de répartition du genre : Platanista g. minor (cyan) dans l'Indus, et Platanista g. gangetica (bleu) dans le Gange.

Comme son nom l'indique, cette espèce vit dans le bassin du Gange, elle est également présente dans d'autres cours d'eau de la péninsule indienne tels que le Brahmapoutre et le Karnaphuli. Son aire de répartition était probablement plus grande autrefois, le dauphin du Gange a aujourd'hui une population réduite et fait partie des espèces menacées de disparition.
Ce dauphin est dulçaquicole, c'est-à-dire qu'il fréquente exclusivement les eaux douces.

## Mode de vie
Ses dents antérieures font saillie et forment un piège où se prennent les poissons, crustacés et autres proies séjournant au fond de l'eau. Grâce à son cou très flexible, il peut tourner la tête à angle droit pendant qu'il fouille la vase du regard ou recherche ses proies par écholocalisation. Il vit en petits groupes, généralement formés de quatre à six individus, mais dont la taille peut monter à trente individus.

## Sous-espèces
Il en existe deux sous-espèces :
- Platanista gangetica gangetica, qui vit dans le Gange ;
- Platanista gangetica minor, dont il ne survit qu'un millier d'individus, qui vit dans l'Indus[5].